# Ekensbergs Varv

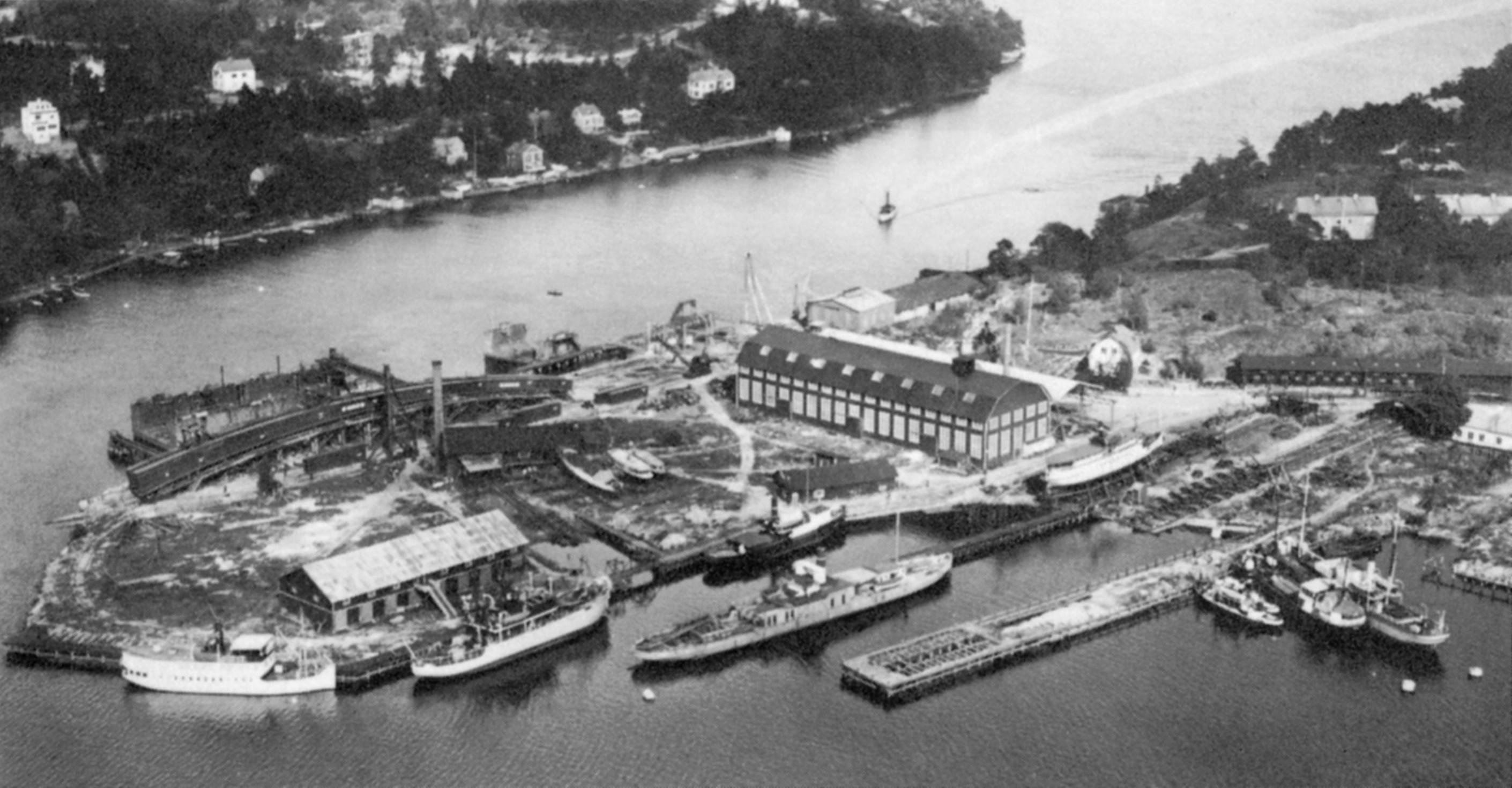
Ekensbergs Werft 1933, mit zwei Bogen der Västerbron-Brücke im Bau

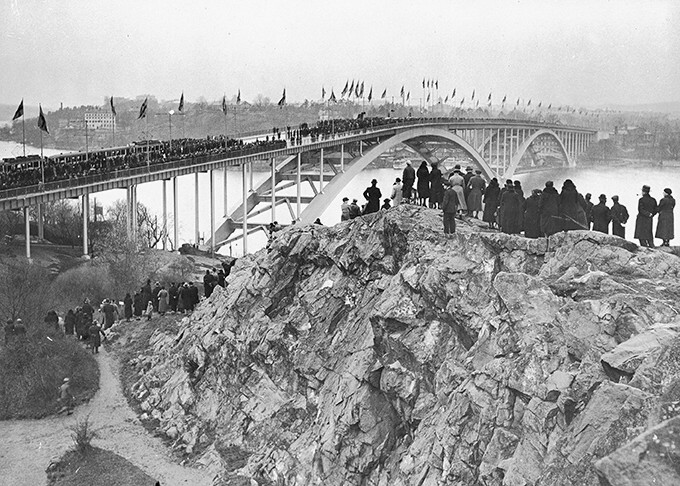
Einweihung der Västerbron, 1935

Ekensbergs Varv war eine Schiffswerft in Stockholm, Schweden.
Die Ekensbergs Werft wurde im Jahre 1873 in der damaligen Gemeinde Brännkyrka südlich von Stockholm von der 1870 gegründeten Stockholms Transport- och Bogserings AB gegründet. Die Werft war ursprünglich für die eigenen Bedürfnisse gedacht, aber im Laufe der Zeit gaben auch andere Unternehmen Aufträge an die Werft, und im Jahre 1906 wurden die ersten Motorschiffe gebaut. Die Werft florierte bis in die ersten Jahre nach dem Ersten Weltkrieg, aber dann brach die Nachfrage nach Neubauten und Reparaturen ein. Stockholms Transport- och Bogserings ging 1924 in Konkurs, und neuer Besitzer der Ekensbergs Werft wurde die Stockholms Enskilda Bank.

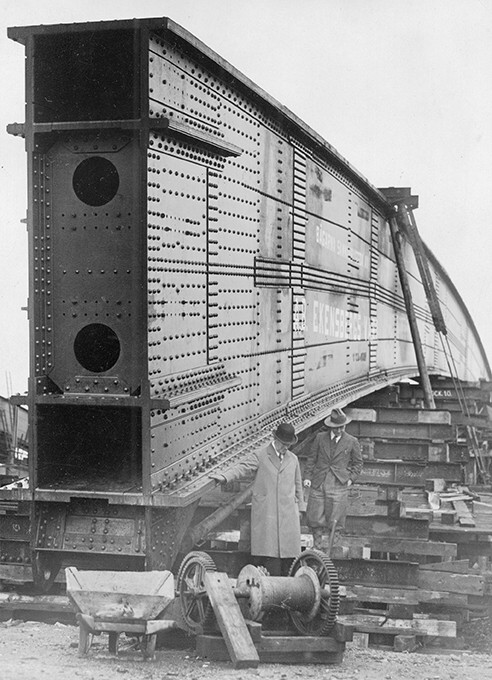
Bogenbau für die Västerbron-Brücke

Im folgenden Jahr wurde der Werftbetrieb von der durch die Bank neu geschaffenen AB Ekensbergs Varv wieder aufgenommen.  Dabei übernahm Ekensbergs auch einen Großteil der Beschäftigten und Kunden der 1924 in Konkurs gegangenen Bergsunds Mekaniska Verkstads.  Die Werft wurde durch ein neues Schwimmdock und eine 120-m-Montagehalle erweitert. (Eine wichtige Voraussetzung für die Erweiterung und den weiteren Betrieb der Werft war die Eröffnung des neuen Kanals Hammarbyleden im Jahre 1929, der die Umgehung des Slussen-Engpasses zur Ostsee ermöglichte.) Zusätzlich zum Bau und der Reparatur von Schiffen nahm man den Bau von Brücken auf, darunter die 1931–1935 errichtete Västerbron (Westbrücke) in Stockholm und die 1934 eröffnete Tranebergsbron (Tranebergsbrücke).
1942 wurde Ekensbergs von der Salén Reederei gekauft und in den folgenden Jahren erheblich vergrößert und modernisiert. In den 1950er Jahren erlebte die Werft eine Hochblüte, mit Bauaufträgen aus Brasilien, Frankreich, Kolumbien und der Sowjetunion, und beschäftigte 400 Arbeiter und Angestellte. 1959 wurde das größte jemals bei Ekensbergs gebaute Schiff vom Stapel gelassen, die 12.860 Tonnen schwere Vimeira.
Die Lage am Mälarsee erwies sich jedoch auf Dauer als erhebliches Hindernis, denn der Zugang zur Ostsee durch den Hammarbyleden oder den Södertälje-Kanal setzte rigide Grenzen hinsichtlich der Größe von Schiffen, die man bauen oder reparieren konnte. Als die Salén Reederei im Jahre 1970 die günstiger gelegene Finnboda Werft in Nacka erwarb, wurde der Betrieb in Ekensbergs eingestellt, und Maschinen und Personal wurden nach Finnboda verlegt. Das Gelände der einstigen Werft wurde 1972 von der Stadt Stockholm gekauft und in den frühen 1980er Jahren in eine Wohnsiedlung umgewandelt.
Koordinaten: 59° 18′ 53,6″ N, 17° 59′ 10,7″ O